# 博克图站
博克图站是位于内蒙古自治区牙克石市博克图镇的一个铁路车站，有滨洲铁路、博林铁路经过。车站及其上下行区间均已电气化，车站距离哈尔滨站539公里。车站隶属哈尔滨铁路局海拉尔车务段，现办理客运货运业务，是三等站。

## 历史
博克图站建于1901年，1903年开通运营，为办理客货业务的二等编组站，设有10条站线、1条牵出线、2条货物线。由于车站位于滨洲铁路大兴安岭中部，西侧设有兴安岭隧道翻越大兴安岭，因此铁路开通初期列车需在本站增减补机，车站所在的博克图镇亦因此而繁荣起来。博林铁路通车后开始担当昂昂溪、满洲里、博林线三个方向编解任务。1960年6月将为二等区段站，1982年又降为三等区段站（1988-1997年间曾短暂恢复为二等站）。1983年车站新建长174.8米、宽4米的天桥一座。
作为滨洲铁路复线化的一部分，车站于1988年5月开始改造，1989年10月16日交付使用。改造后车站设有正线2条、到发线5条、编组线4条，设有2座旅客站台。车站另设有3条货物线、1条站修线和3条站管线，并设有通往伊图里河林业局温河经营开发处、齐齐哈尔机务段（博克图运用车间）和海拉尔工务段的专用线。
在滨洲铁路电气化过程中，铁路部门延长车站到发线长度，并新建相关电力设施。2006年本站至兴安岭区间开始改造取直工程，废弃原下行螺旋展线并将将下行线改建至上行线左侧，2007年完工，2008年被列入内蒙古重点文物保护单位。
- 列车于博克图站，1913年
- 车站附近的亚历山大教堂（当地俗称喇嘛台）
- 中苏共管中长铁路博克图机务组组建新中国第一辆少年儿童机车，1952年[13]
- 下行列车通过车站（2012年）